# Isanapura
Isanapura is de naam van de hoofdstad van het oude koninkrijk Chenla. De stad werd in ongeveer 618 gesticht bij Sambor Prei Kuk in de hedendaagse provincie Kampong Thum in Cambodja door koning Isanavarman I.

## Huidige staat
Tegenwoordig staan er op de plaats van het oude Isanapura nog de ruïnes van 150 tempels en gebouwen. Deze ruïnes zijn een paar eeuwen ouder dan die van het Khmer-rijk rondom Angkor Wat. In de jaren 70 van de 20e eeuw is een aantal van deze tempels helemaal vernietigd bij bombardementen door vliegtuigen van de Verenigde Staten. Ook vandalen, handelaren in oude relikwieën, en de Rode Khmer hebben hun sporen achtergelaten. Veel tempels zijn door de lange periode van gevechten in Cambodja ook weer overgroeid geraakt door de jungle.

## Architectuur
Archeologen verdelen de tempels in vier groepen: de Noordelijke Groep, de Kleine Z Groep, de Centrale Groep en de Zuidelijke Groep. Al deze tempels zijn gewijd aan de god Shiva in een van haar verschijningsvormen.

### Zuidelijke Groep
De zuidelijke Groep is relatief het beste bewaard gebleven. Acht achtkantige torens en een aantal poorten staan nog overeind. In de buitenmuren van deze torens zijn bewerkte bakstenen panelen van twee meter hoog; sommige zijn zwaar beschadigd. De belangrijkste tempel van deze groep, Prasat Neak Poan, heeft verscheidene reliëfbewerkingen die vroeger gestuct waren.

### Centrale Groep
In de centrale groep staat er nog één toren overeind, de Prasat Tao. Twee stenen leeuwen (oorspronkelijk waren er vier, maar de ander twee zijn gestolen) staan bij de hoofdingang van deze bakstenen toren.

### Noordelijke Groep
In de noordelijke groep zijn negen tempels en één grote toren, de Prasat Sambo. Deze groep is zwaar beschadigd door bombardementen. De gebeeldhouwde zandstenen kolommen en deurframes laten de kunst van het Chenlarijk goed zien.